# 테리사 러셀
테리사 러셀(Theresa Russell, 1957년 3월 20일 ~ )은 미국의 배우이다.

## 출연 작품
- 어 윈터 로즈 (2016)
- 레전드 오브 네티아 (2012)
- 리즈 앤 딕 (2012)
- 본 투 라이드 (2011)
- 리드 오브 미 (2011)
- 열여섯 살의 첫키스 (2009)
- 다크 월드 (2008)
- 졸린 (2008)
- 온 더 돌 (2007)
- 아메리칸 헤이레스 (2007)
- 스파이더맨 3 (2007)
- 엠파이어 폴스 (2005)
- 사랑은 살며시 다가오고 (2003)
- 더 박스 (2003)
- 패셔나다 (2002)
- 나우 앤 포에버 (2002)
- 데브라 윙거를 찾아서 (2002)
- 넥스 도어 (2002)
- 프로젝트 바이퍼 (2002)
- 글로리 데이즈(영어판) (2002)
- 거미(영어판) (2001)
- 빌리버 (2001)
- 럭키타운(영어판) (2000)
- 와일드 씽 (1998)
- 퍼블릭 에네미 (1996)
- 호텔 파라다이스 (1995)
- 엑스 도브 (1994)
- 인생 이야기 (1993)
- 여자의 눈물 (1991)
- 콜드 헤븐 (1991)
- 카프카 (1991)
- 철혈여경 (1990)
- 트랙 29 (1988)
- 아리아(영어판) (1987)
- 블랙 위도우 (1987)
- 사랑의 상대성 (1985)
- 면도칼의 모서리 (1984)
- 용의자 (1982)
- 배드 타이밍 (1980)
- 출옥자 (1978)
- 라스트 타이쿤 (1976)